# Acción Republicana Española
Acción Republicana Española fue una organización del exilio republicano español presidida por Diego Martínez Barrio y cuyo primer manifiesto, titulado A todos los españoles, se hizo público en México el 14 de abril de 1941, décimo aniversario de la proclamación de la Segunda República Española. Aglutinaba a la inmensa mayoría de las figuras más destacadas de los tres partidos republicanos españoles: Unión Republicana, Izquierda Republicana y Partido Republicano Federal. La ARE desapareció al fundarse la Junta Española de Liberación en noviembre de 1943 y que también estaba presidida por Martínez Barrio.

## Historia
Diego Martínez Barrio, último presidente de las Cortes republicanas y máxima autoridad republicana tras la dimisión del presidente Manuel Azaña, se vio obligado a abandonar Francia y se instaló en México. Allí se propuso aglutinar a los partidos republicanos. El 14 de abril de 1940, noveno aniversario de la proclamación de la Segunda República Española, hizo público un manifiesto, titulado «A todos los españoles», en el que constataba que el Frente Popular, creado a finales de 1935 y del que su partido Unión Republicana había formado parte, ya no existía porque «los propios grupos núcleos políticos y sociales que le dieron vida entonces y prolongaron los años de la guerra, atraviesan una crisis orgánica que no ocultan». En consecuencia proponía que se restableciera la legalidad emanada de la Constitución de 1931 pero que a continuación se consultara al país sobre la forma de gobierno para alcanzar así la «reconciliación nacional» —un término que será utilizado en los años 1950 por el PCE— que permita «librar a España del yugo extranjero» —en referencia a la supuesta dominación italiana y alemana en la España de Franco—. Unos días más tarde en unas declaraciones a un periódico latinoamericano explicitó más claramente su postura: «Hay que terminar el equívoco de la colaboración entre los partidos republicanos y los marxistas».
Exactamente un año más tarde apareció un nuevo manifiesto con el mismo título, pero que iba firmado por Martínez Barrio como presidente de Acción Republicana Española, una nueva organización que había conseguido aglutinar a la inmensa mayoría de los políticos más destacados de los tres partidos republicanos del exilio americano —y unos meses más tarde también de Gran Bretaña, donde la ARE estableció una delegación—, y a prominentes militares del Ejército Popular de la República. La junta central de la ARE estaba formada por Álvaro de Albornoz, Carlos Esplá, Augusto Barcia, Mariano Ruiz Funes, Amós Salvador y Cándido Bolívar, de Izquierda Republicana; Félix Gordón Ordás y Bernardo de los Ríos, de Unión Republicana; José Franchy Roca del Partido Republicano Federal; y los generales José Miaja, José Asensio Torrado y Sebastián Pozas, además de Ángel Ossorio y Gallardo. La delegación en México estaba presidida por el general Francisco Llano de la Encomienda y la de Argentina por Manuel Blasco Garzón, de Izquierda Republicana.
Este manifiesto difería del primero en que ya no se contemplaba la celebración de un referéndum para determinar la forma de gobierno sino que insistía en la legitimidad de la Segunda República Española, aunque adoptando un tono muy moderado pues hablaba del «respeto absoluto a todas las creencias religiosas y a todas las opiniones políticas» y a la «propiedad privada» «sin consentir que la vida del país se vea perturbada por una agitación política o social que sólo en la normalidad puede considerarse una manifestación de la libertad de trabajo». Acababa haciendo un llamamiento a las democracias occidentales para que ayudaran a derribar a Franco porque «sin una España libre no será posible una Europa libre».
La alternativa de Martínez Barrio y de la ARE divergía de la del socialista Indalecio Prieto, la otra gran figura del exilio republicano español en México, en que propugnaba la reconstrucción de un gobierno republicano que se presentara a los aliados como alternativa a Franco, mientras que Prieto defendía la celebración de un referéndum sobre la forma de gobierno para atraerse el apoyo de los monárquicos.
En la primavera de 1943 Martínez Barrio, acompañado del general Miaja, emprendió una gira por varios países latinoamericanos para difundir la ARE que culminó en Montevideo, donde el 17 de abril fueron recibidos por ambas cámaras del parlamento uruguayo. Al día siguiente celebró un mitin en el Estadio Centenario al que asistieron 25.000 personas. De esta visita surgió la iniciativa del Centro Republicano de Montevideo de celebrar una «asamblea de unidad» de los partidos que apoyaban a la Segunda República en Bogotá —excluidos el PCE y los socialistas «negrinistas»— pero ésta no llegó a celebrarse por la falta de colaboración de los «prietistas».
El 29 de septiembre de 1943 un grupo de profesores universitarios republicanos exiliados, entre los que se encontraban destacados políticos de diversas tendencias como Fernando de los Ríos, José Giral, Mariano Ruiz Funes, Cándido Bolívar, Pere Bosch Gimpera o Joaquín Xirau— firmaron la llamada «Declaración de la Habana» en la que hacían un llamamiento a favor de la unidad de todas las fuerzas políticas antifranquistas del exilio.
Martínez Barrio tomó la iniciativa y por medio de Josep Andreu Abelló le hizo llegar a los socialistas «prietistas» la propuesta de formar una junta que integrase a todas las personalidades de la oposición republicana. Los socialistas aceptaron y el 11 de noviembre se reunieron en el domicilio de Abelló en México D.F., alcanzándose un acuerdo que dio nacimiento a la Junta Española de Liberación (JEL), proclamada el 20 de noviembre y presidida por Martínez Barrio.